# Michel Roux Sr
Pour les articles homonymes, voir Michel Roux et Roux.
Michel Roux, plus connu sous le nom de Michel Roux Sr, est un chef de cuisine français naturalisé britannique, né le 19 avril 1941 à Charolles en Saône-et-Loire et mort le 11 mars 2020 à Bray dans le Berkshire, au Royaume-Uni. 
Il a ouvert avec son frère Albert Roux le premier restaurant 3 étoiles Michelin de Grande-Bretagne,.

## Biographie
Michel Roux est né dans une famille de tradition culinaire charcutière pratiquée par son grand-père et son père.
Sa famille déménage après la guerre à Paris, où son père Michel créée sa propre charcuterie. Il est âgé de dix ans lorsque son père quitte la famille. Quatre ans plus tard, il suit son frère Albert, pâtissier, chez Camille Loyal à Belleville comme apprenti, il travaille soixante-dix heures par semaine.
Son frère est promu chef de cuisine de l'ambassade britannique à Paris, il le rejoint comme chef pâtissier puis s’engage chez Philippe de Rothschild comme chef de cuisine. Il effectue son service militaire de 1960 à 1962 au château de Versailles puis en Algérie.
Malgré une mauvaise pratique de la langue anglaise et la réputation de la cuisine anglaise de l’« âge des ténèbres », Michel rejoint Albert à Londres.
En 1967, les deux frères ouvrent leur premier restaurant, Le Gavroche à Lower Sloane Street à Londres,. Le Gavroche sera le premier restaurant 3 étoiles Michelin de Grande-Bretagne,. La soirée d'ouverture est suivie par des célébrités comme Charlie Chaplin et Ava Gardner.
En 1972, les frères Roux ouvrent un second restaurant, le The Waterside Inn, à Bray, dans le Berkshire , premier restaurant hors de France à tenir 3 étoiles Michelin pendant 28 ans.
Il crée aussi une entreprise de traiteur qui sera rachetée par Compass Group en 1993. Les frères ont travaillé avec Marks & Spencer pour créer les premiers repas prêts vraiment goûteux, tandis que dans leurs restaurants et grâce à la bourse des Frères Roux, ils forment une nouvelle génération de chefs dont Marco Pierre White, Gordon Ramsay et Marcus Wareing (en).
Les deux frères sont appelés « les parrains de la cuisine de restaurant moderne au Royaume-Uni ».
Les premières étoiles Michelin sont attribuées en 1974 au Royaume-Uni, Le Gavroche et le Waterside Inn sont tous les deux parmi les restaurants gagnant une étoile.
Michelin attribuent leurs premières 2 étoiles en 1977, les deux restaurants Roux en font partie. Le Gavroche est transféré en 1982 dans Mayfair, et dans la même année devient le premier restaurant du Royaume-Uni à obtenir 3 étoiles Michelin.
Le chef est choisi comme consultant de British Airways en 1983 et le restera jusqu’en 2003. Il est également consultant de Celebrity Cruises en 1993. En 1985, c’est au tour du Waterside Inn d’obtenir 3 étoiles Michelin. En 1986, les frères se partagent leur entreprise de restauration : Albert prend Le Gavroche tandis que Michel prend le Waterside Inn.
En 2010, le Waterside Inn devient le premier restaurant hors de France à afficher 3 étoiles Michelin sur une période de 25 ans. En juillet 2008, Michel Roux se déplace régulièrement à Crans-Montana, en Suisse. Il possède aussi un vignoble et une maison à Gassin sur la Côte d'Azur en France,.

## Distinctions
Michel Roux Sr a reçu le titre de Meilleur ouvrier de France pâtissier en 1976.
En 1987, il a été intronisé à l'ordre national du Mérite en tant que chevalier, et au Mérite agricole en tant qu'officier.
En 1990, il est fait chevalier de l'ordre des Arts et des Lettres hors de France.
C'est la reconnaissance royale en 1996 lorsque les deux frères sont appelés à composer le repas de gala du 70e anniversaire de la reine Élisabeth II en son château de Windsor.
Michel Roux Sr a été fait officier de l'ordre de l'Empire britannique en 2002 et docteur honoris causa des arts culinaires par l'université de Rhode Island la même année.
Dans un sondage des chefs britanniques mené par le magazine Caterer and Hotelkeeper en 2003, Michel et son frère Albert Roux ont été déclarés les chefs les plus influents dans le pays, et en 2004 ils reçoivent l'AA chef du chef, et en 2004 suit la Légion d'honneur.
Michel Roux Sr avait déjà gagné le « Lifetime Achievement Award » du magazine Tatler en 2008. Lui et son frère ont été appelés les « parrains de la cuisine de restaurant moderne au Royaume-Uni » par le magazine de l'industrie hôtelière Caterer and Hotelkeeper, tandis que l'Observer Food Monthly l'a décrit comme « peut-être le meilleur pâtissier que ce pays ait jamais eu » quand leur a été décerné le « Lifetime Achievement Award » en 2011.

## Enseignement culinaire
Cet enseignement s'est pratiqué dans les restaurants des frères Roux, les médias ouvrages journaux TV et par l'intermédiaire de la Roux Brothers Scholarship.

### Formation dans les restaurants Le Gavroche et Waterside Inn

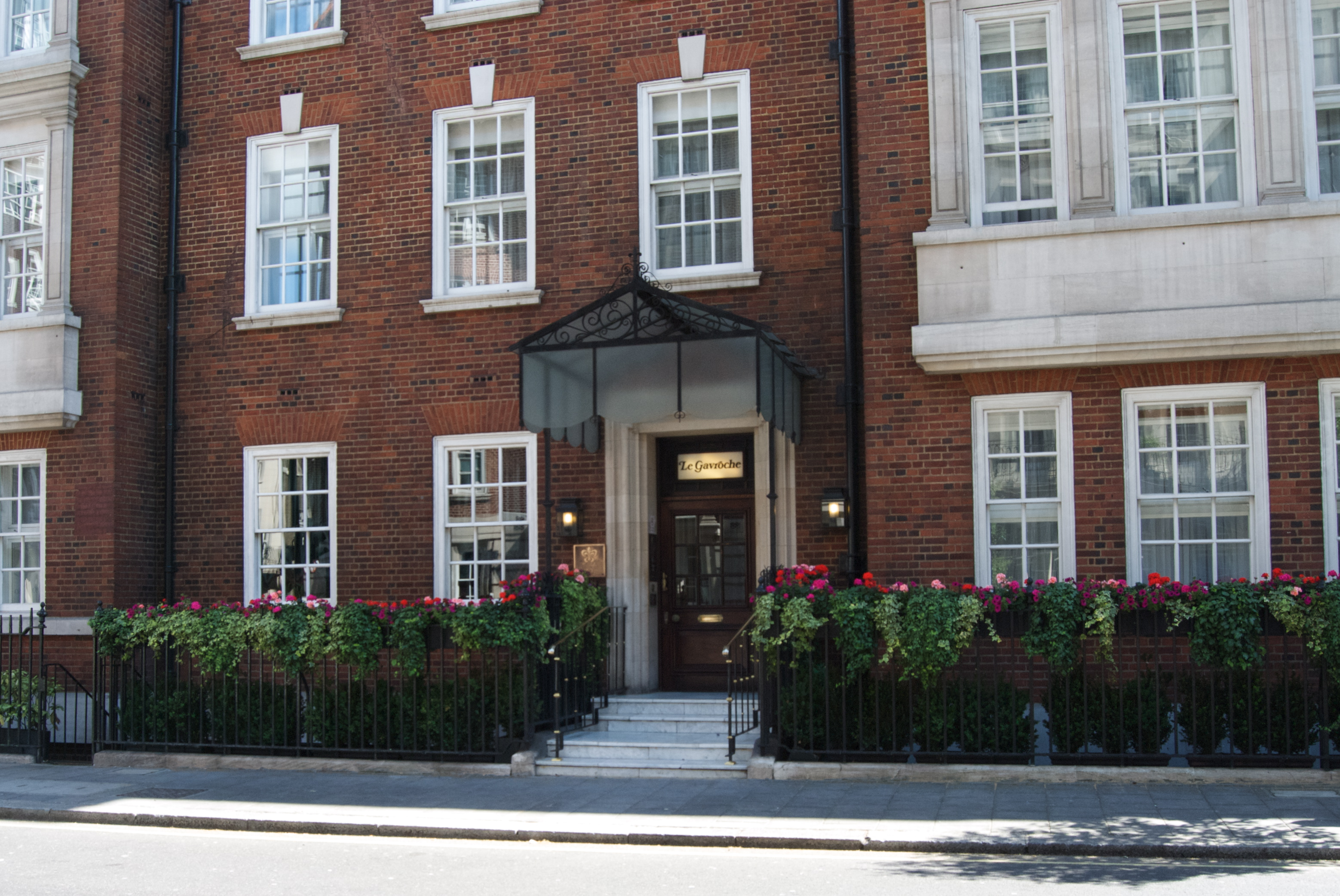
Restaurant Le gavroche à Londres

Les frères Roux ont formé plus de 700 jeunes chefs de valeur et la moitié des chefs étoilés Michelin de Grande-Bretagne, parmi eux Gordon Ramsay, Marco Pierre White, Daniel Galmiche et Pierre Koffman,,.
Heston Blumenthal dit des frères Albert et Michel Roux que ce sont les Beatles de la gastronomie.

### Bourse des frères Roux
La Roux Brothers Scholarship a été fondée par Albert et Michel en 1984. Un jeune chef est sélectionné sur concours et le gagnant bénéficie d'un stage de 3 mois dans n'importe quel restaurant 3 étoiles Michelin du monde, tous frais payés.
Le premier gagnant en 1984 a été l'Écossais Andrew Fairlie ; le Français René Pauvert a gagné en 1986.

## Émissions culinaires
Michel Roux a dénoncé les émissions de cuisine de divertissement des années 1990 plus produites pour amuser que pour mettre en valeur les aliments.
Il a participé depuis 1982 à plusieurs émissions faites pour promouvoir une bonne cuisine dont :
- Masterchef 1992-2000
- Saturday Kitchen[28],[29] 2008-2009
- The Roux Legacy[30] 2012
- The Roux Scholarship 2013
- Woman's Hour BBC Radio 4[31] 2014

## Publications

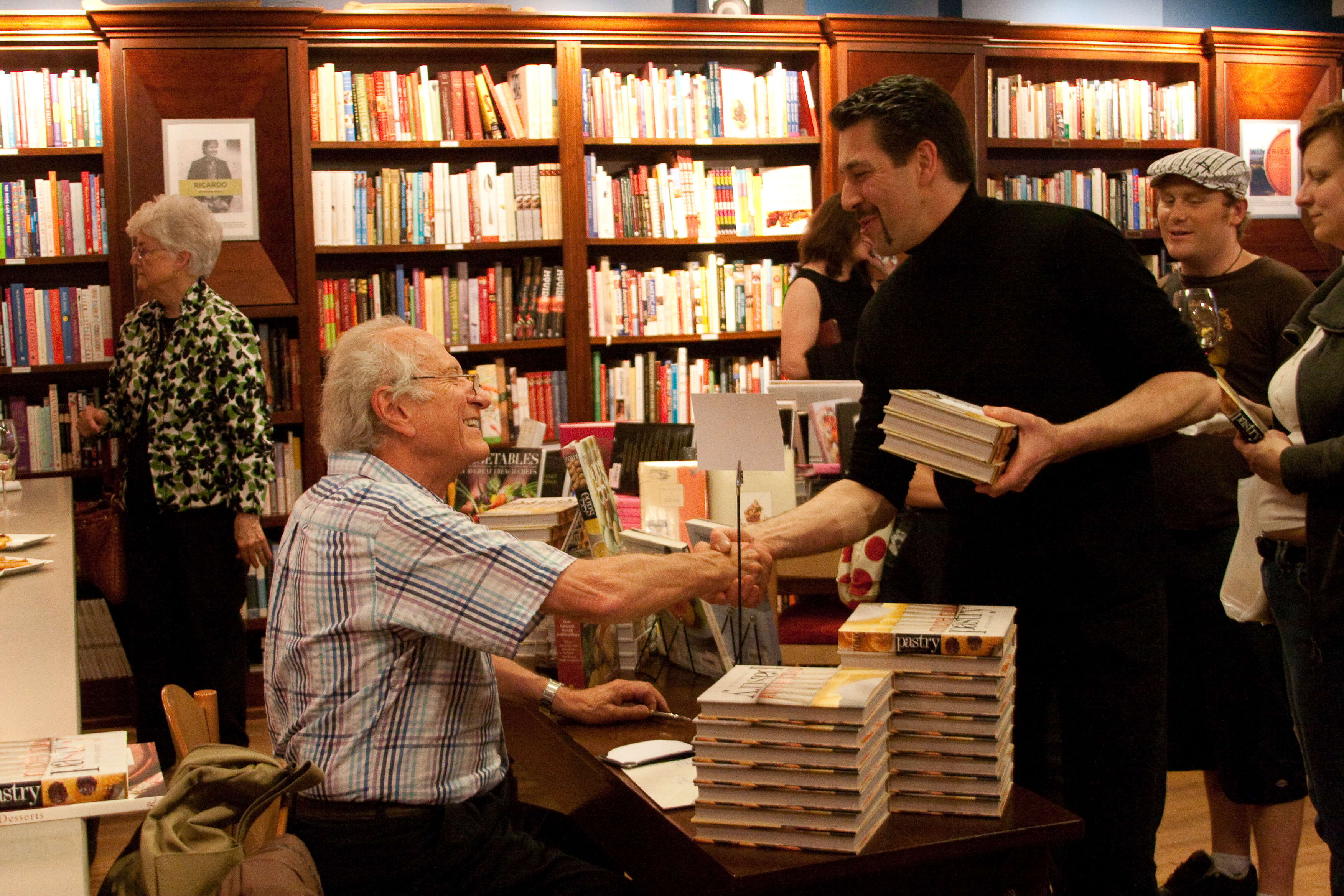
Michel Roux Sr en séance de dédicaces.

- Michel Roux Sr et Albert Roux, La Pâtisserie des frères Roux, Solar, 1988, 254 p. (ISBN 978-2-263-01149-8)
- Michel Roux Sr et Albert Roux, At Home with the Roux Brothers, BBC Books ; édition réimprimée, 1988, 254 p. (ISBN 978-0-563-21433-5)
- (en) Michel Roux et Albert Roux, The Roux Brothers : French Country Cooking, Sidgwick & Jackson Ltd, 1989, 256 p. (ISBN 978-0-283-99541-5)
- (en) Michel Roux et Albert Roux, Cooking for Two, Sidgwick & Jackson Ltd ; First Edition edition, 1991, 256 p. (ISBN 978-0-283-06075-5)
- (en) Michel Roux et Albert Roux, The Roux Brothers on Patisserie, Little, Brown; New Ed edition, 1993, 256 p. (ISBN 978-0-316-90559-6)
- (en) Michel Roux, Desserts : A Lifelong Passion, Conran Octopus Ltd ; First Edition edition, 1993, 192 p. (ISBN 978-1-85029-553-2)
- Michel Roux, Sauces : Sweet and Savoury, Classic and New, Quadrille Publishing Ltd, 1996, 176 p. (ISBN 978-1-899988-21-1)
- Michel Roux Sr, Le Livre des sauces, Solar, 1997, 176 p. (ISBN 978-2-263-02588-4)
- (en) Michel Roux, Life Is a Menu : Reminiscences and Recipes from a Master Chef, Constable; First Edition, First Impression edition, 2000, 288 p. (ISBN 978-1-84119-242-0)
- (en) Michel Roux, Pastry : Savoury and Sweet, Quadrille Publishing Ltd, 2011, 304 p. (ISBN 978-1-84400-827-8)
- (en) Michel Roux, Desserts, Quadrille Publishing Ltd, 2011, 288 p. (ISBN 978-1-84400-983-1)
- Michel Roux Sr (trad. de l'anglais), Sauces, marinades et coulis, Paris, Solar, 2012, 304 p. (ISBN 978-2-263-05581-2)